# Caffarena

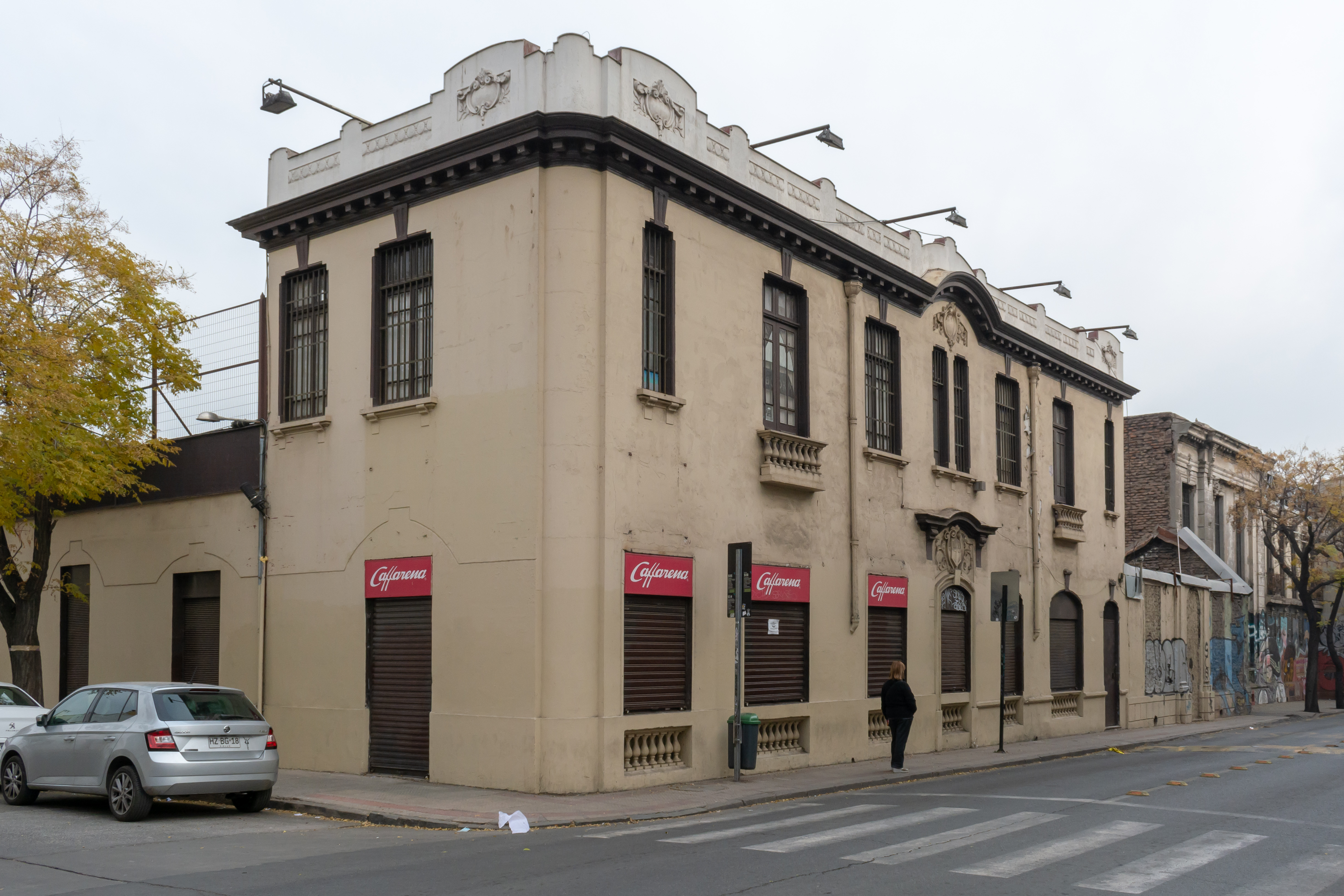
Antigua fábrica y sala de ventas de Caffarena en el Barrio Yungay.

Caffarena es una empresa chilena dedicada al rubro textil con sede en Santiago. Fue fundada en 1920 y durante años ha sido una de las principales industrias textiles de Latinoamérica.

## Historia
Blas Caffarena Chiozza a los 51 años de edad y con grandes esperanzas funda la empresa textil Caffarena en Santiago. La incipiente industria se instala primero en forma provisoria en donde arrienda una propiedad ubicada en el barrio Yungay –calle San Pablo a la altura del 1500 y luego de manera definitiva en calle Compañía con Cueto, en el centro de la ciudad. Allí, con sólo tres máquinas textiles comienza la fabricación de medias de seda natural, vendidas al detalle en su propia casa y a pedido, distribuyendo dentro del país. Hacia 1925, la firma es dirigida por su hijo José.
En los años 1970 en la comuna de Providencia, en calle Orrego Luco, se instala una de las primeras tiendas comerciales de Tejidos Caffarena, la cual fue bautizada como «Etcetera». Hasta la tienda de Orrego Luco llegaban las damas más destacadas y refinadas de la socialité santiaguina de esos años. Por este motivo, el establecimiento contaba de manera única con un rincón tipo boutique con ropa exclusiva para dama como faldas, trajes y pantalones de tela.
A partir del 2005, se centralizan todas las operaciones administrativas de la compañía en la planta de Camino a Melipilla, en Maipú. En enero de 2007 se cierran algunas de las plantas productivas locales y se busca producción internacional en Asia. Se instala así la exitosa Oficina de Compra y Desarrollo en Shanghái, que se abastece de más de 20 plantas proveedoras en Oriente que elaboran productos a partir de materiales seleccionados y sobre la base de los diseños y materiales solicitados por Caffarena Chile. A partir de entonces la principal producción de las plantas de Caffarena en Chile se concentra en pantis, chemisette, tops y polerettes.